# Dan Burton
Danny Lee Burton, född 21 juni 1938 i Indianapolis i Indiana, är en amerikansk republikansk politiker. Han var ledamot av USA:s representanthus 1983–2013.
Burton gick i skola i Shortridge High School i Indianapolis. Han studerade vid Indiana University och Cincinnati Bible College. Han tjänstgjorde i USA:s armé 1957–1962.
Burton utmanade utan framgång sittande kongressledamoten Andrew Jacobs, Jr. i kongressvalet 1970. Han blev sedan invald i representanthuset i kongressvalet 1982 och omvaldes fjorton gånger.